# Zámek Montgeoffroy
Zámek Montgeoffroy (francouzsky Château de Montgeoffroy, šató d'monžofroa) se nachází v blízkosti francouzské obce Mazé v departementu Maine-et-Loire, asi 40 km severozápadně od Tours.
Stavba i původní zařízení zůstaly během Velké francouzské revoluce a následujícího chaosu nepoškozeny. Dochoval se tak autentický obraz životního stylu šlechty na venkovském zámku v 18. století.